# Peggau
Peggau é um município da Áustria, situado no distrito de Graz-Umgebung, na estado da Estíria. Tem 11,25 km² de área e sua população em 2019 foi estimada em 2.234 habitantes.